# 3435
3435 è il numero naturale che segue il 3434 e precede il 3436.

## Proprietà matematiche
- È un numero composto, coi seguenti divisori: 1, 3, 5, 15, 229, 687, 1145. Poiché la somma dei divisori è 2085 < 3435, è un numero difettivo.
- 3435 è l'unico numero di 4 cifre in base 10 che si scriva come somma di potenze aventi per esponenti e basi le sue stesse cifre.
Infatti: {\displaystyle 3^{3}+4^{4}+3^{3}+5^{5}=27+256+27+3125=3435}
Per questa sua unica e particolare proprietà, viene definito "numero di Munchausen".